# Berglind Stefánsdóttir
Berglind Stefánsdóttir (17 febbraio 1966) è una docente islandese, sesta presidentessa dell'European Union of the Deaf, dal 2007 al 2013.

## Biografia
Nata sorda in Islanda, nel 1966, ha frequentato le scuole per sordi in Islanda, studiato ed imparato la lingua dei segni islandese. È stata per circa 20 anni presidentessa dell'Associazione nazionale per sordi dell'Islanda. È stata anche direttrice di una scuola per sordi islandese dal 1995 al 2002. Attualmente vive in Norvegia ed è direttrice di una scuola per sordi norvegese.